# Göran Arnberg
Göran Walter Arnberg, född 24 mars 1961 i Borlänge kyrkobokföringsdistrikt, Kopparbergs län, är en svensk musiker och låtskrivare, som är medlem i BAO. Han har bland annat varit med i Grammisbelönade Cowboybengts tillsammans med Magnus Fermin. Tillsammans med Magnus Fermin har han bland annat skrivit låten "Succéschottis", mest berömd för att Lotta Engberg hade en hit med den på Svensktoppen 1987. Han har även medverkat i musikaler som The Phantom of the Opera, Kristina från Duvemåla, Chess och Mamma Mia!. I Mamma Mia! har han varit kapellmästare och keyboardist.
Han gjorde även orkesterarrangemang till Mamma Mia-filmen 2008.